# Spergula fallax
Spergula fallax là loài thực vật có hoa thuộc họ Cẩm chướng. Loài này được (Lowe) E.H.L.Krause miêu tả khoa học đầu tiên năm 1901.